# Savio Vega
Juan Rivera (Vega Alta, 10 agosto 1964) è un ex wrestler portoricano conosciuto soprattutto per aver combattuto nella World Wrestling Federation con il ring name Savio Vega.

## Carriera
Rivera nasce e cresce a Vega Alta in Porto Rico. Dopo essersi diplomato si reca a Miami. Inizia a lottare nella World Wrestling Council con il ring name TNT, inizia un feud con Chicky Starr. Ha vinto il WWC North American Heavyweight Championship il 2 maggio 1987 sconfiggendo Miguel Pérez. L'11 luglio 1987 conquista il WWC World Tag Team Championship con Mr.Pongo detenendo i titoli di coppia per 19 giorni. Il 18 giugno 1988 TNT conquista il WWC Caribbean Heavyweight Championship sconfiggendo Hercules Ayala. Due mesi dopo TNT perde il titolo contro Buddy Landel, TNT riconquista il titolo dopo 28 giorni e lo perse dopo due mesi contro Jason The Terrible. Il 4 febbraio 1989 TNT vince il WWC Puerto Rico Heavyweight Championship perdendolo dopo 21 giorni contro Balls Mahoney. Vince per la terza volta il WWC Caribbean Havyweight Championship il 4 marzo 1989 e lo perse il 14 maggio contro Rip Rogers. Più tardi sempre nell'89 TNT inizia un feud con Leo Burke. Il 9 febbraio 1990 TNT batte Leo Burke. Il 25 aprile 1990 TNT vince il suo secondo titolo televisivo tenendolo fino a gennaio del 1991. Nella prima metà del 1991 ha un feud con un lottatore che si chiama anche lui TNT e Vega vince il match avendo quindi i diritti originali del nome "TNT". Il 19 ottobre perde contro David Sierra. La settimana successiva batte di nuovo David Sierra vincendo per la quinta volta il titolo televisivo per poi perderlo dopo un mese contro Dick Murdoch.

### World Wrestling Federation (1993-1999)
Dopo aver perso due Dark Match nel luglio 1993, Rivera debutta il 30 gennaio riuscendo a battere Ray Hudson. Il 18 aprile a Raw Kwang perde contro il WWF Champion Bret Hart. Il 9 maggio a Raw Kwagn perde un match di qualificazione al torneo King of the Ring contro Razor Ramon. Il 12 settembre perde contro The Undertaker. Il 29 aprile 1995 fu l'ultima apparizione di Kwang in WWF perdendo contro Hakushi.
Il 14 maggio 1995 Vega appare a WWF Superstars: dopo che Razor Ramon è stato attaccato da Jeff Jarrett e The Roadie, Vega salva Ramon. Il 28 maggio a WWF Action Zone Vega batte Eli Blu. A King of the Ring 1995 Savio Vega batte The Roadie nelle semifinali e nella finale perde contro Mabel. La sera successiva a Raw Vega batte per squalifica il campione intercontinentale Jeff Jarrett. Nella puntata di WWF Raw del 31 luglio Vega e Ramon affrontano Yokozuna e Hart ma il match termina in un pareggio, per poi perdendo la settimana successiva. Per il resto dell'anno Vega fa coppia con Ramon e Bob Holly, inoltre ha combattuto in match singoli contro molti wrestler inclusi Waylon Mercy, Sid e Goldust. Il 1º gennaio 1996 ha combattuto per l'ultima volta in coppia con Razor Ramon perdendo contro i The Smoking Gunns.
Vega partecipa al Royal Rumble Match entrando come dodicesimo partecipante riuscendo a eliminare Dory Funk Jr., ma viene eliminato da Vader. L'11 marzo a Raw affronta per la prima volta Steve Austin ma il match finisce in un doppio countout. Questo ha portato ad una faida tra i due ed a una serie di match. Il primo match tra di loro si svolge a WrestleMania XII, perdendo contro Austin.
Il 15 aprile, Vega sfida Goldust in un match per l'Intercontinental Championship. Vega vince il match, ma il presidente della WWF, Gorilla Monsoon, rovescia la decisione dichiarando il titolo vacante.

## Nel wrestling

### Mosse finali
- Caribbean Kick (Spinning heel kick)
- La Painkiller (Superkick)

## Titoli e riconoscimenti
- Americas Wrestling Federation
  - AWF Americas Championship (1)

- Dominican Wrestling Entertainment
  - DWE World Tag Team Championship (1) con Miguel Pérez

- International Wrestling Association
  - IWA Hardcore Championship (1)
  - IWA World Heavyweight Championship (4)
  - IWA World Tag Team Championship (1) con Miguel Pérez

- New Revolution Wrestling
  - NRW Heavyweight Championship (1)

- Pro Wrestling Illustrated
  - PWI ranked him #321 of the 500 best singles wrestlers during the "PWI Years" in 2003

- Revolution X-Treme Wrestling
  - RXW World Heavyweight Championship

- World Wrestling Association
  - WWA World Heavyweight Championship
  - WWA Puerto Rico Championship

- World Wrestling Council
  - WWC Universal Heavyweight Championship (3 - attuale)
  - WWC Caribbean Heavyweight Championship (3)
  - WWC North American Heavyweight Championship (1)
  - WWC Puerto Rico Heavyweight Championship (1)
  - WWC World Tag Team Championship (1) con Mr. Pongo
  - WWC World Television Championship (5)

- Wrestling Alliance Revolution
  - WAR Tag Team Championship (1)
  - WAR World Heavyweight Championship (1)

- Borinquen Sports Promotion
  - BSP World Heavyweigth Championship (1)

- Wrestling Observer Newsletter awards
  - Worst Feud of the Year (1997) – vs. Disciples of Apocalypse